# Dryobalanops fusca
Dryobalanops fusca är en tvåhjärtbladig växtart som beskrevs av V. Slooten. Dryobalanops fusca ingår i släktet Dryobalanops och familjen Dipterocarpaceae. Inga underarter finns listade i Catalogue of Life.